# Space Adventures
Space Adventures je americká společnost provozující vesmírnou turistiku. Založil ji roku 1998 Eric Anderson, sídlí ve Vienně ve Virginii v USA. Zákazníkům nabízí lety letadlem v nulové gravitaci, orbitální kosmické lety, včetně výstupu do otevřeného vesmíru a další související aktivity, jako kosmonautický výcvik nebo sledování startů nosných raket. Připravuje se na rozšíření poskytovaných služeb o suborbitální lety a oblet Měsíce. V letech 2001–2009 společnost zajistila sedmi lidem (jednomu dvakrát) let na oběžnou dráhu Země včetně návštěvy Mezinárodní vesmírné stanice.

## Aktivity
Veden vizí rozvoje vesmírné turistiky založil Eric Anderson společně s dalšími podnikateli roku 1998 společnost Space Adventures a stal se jejím ředitelem. Za sídlo firmy vybral virginské město Vienna. Anderson se záhy dostal do kontaktu s ruským podnikatelem Sergejem Kostěnkem, jehož firma Kosmopolis XXI organizovala komerční využívání prostředků Střediska přípravy kosmonautů ve Hvězdném městečku, roku 2000 obě společnosti splynuly a Kostěnko stanul v čele ruské pobočky Space Adventures sídlící v Moskvě. Roku 2007 společnost měla 15 zaměstnanců ve Spojených státech a 5 v Rusku.
Společnost se v dohodě s Roskosmosem ujala vyhledávání zákazníků ochotných zaplatit za let na Mezinárodní vesmírnou stanici (ISS) v ruských lodích Sojuz. Sojuzy totiž nebyly zcela vytíženy dopravou základních posádek stanice a pro Rosmosmos představovalo obsazení volných míst platícími vesmírnými turisty (nebo reprezentanty státních kosmických agentur) vítaný příjem. V letech 2001–2009 tak bylo možno obsadit osm volných míst v Sojuzech zákazníky Space Adventures.
| Jméno                      | Datum                                        | Expedice                                                    |
| -------------------------- | -------------------------------------------- | ----------------------------------------------------------- |
| Dennis Tito                | 28. dubna – 6. května 2001                   | 1. návštěvní expedice na ISS                                |
| Mark Shuttleworth          | 25. dubna – 5. května 2002                   | 3. návštěvní expedice na ISS                                |
| Gregory Olsen              | 1.–11. října 2005                            | 9. návštěvní expedice na ISS                                |
| Anúše Ansáríová            | 18.–29. září 2006                            | 11. návštěvní expedice na ISS                               |
| Charles Simonyi            | 7.–21. dubna 2007 26. března – 8. dubna 2009 | 12. návštěvní expedice na ISS 16. návštěvní expedice na ISS |
| Richard Garriott           | 12.–24. října 2008                           | 15. návštěvní expedice na ISS                               |
| Guy Laliberté              | 30. září – 11. října 2009                    | 17. návštěvní expedice na ISS                               |
| Jusaku Maezawa Jozo Hirano | 8.–20. prosince 2021                         | 20. návštěvní expedice na ISS                               |

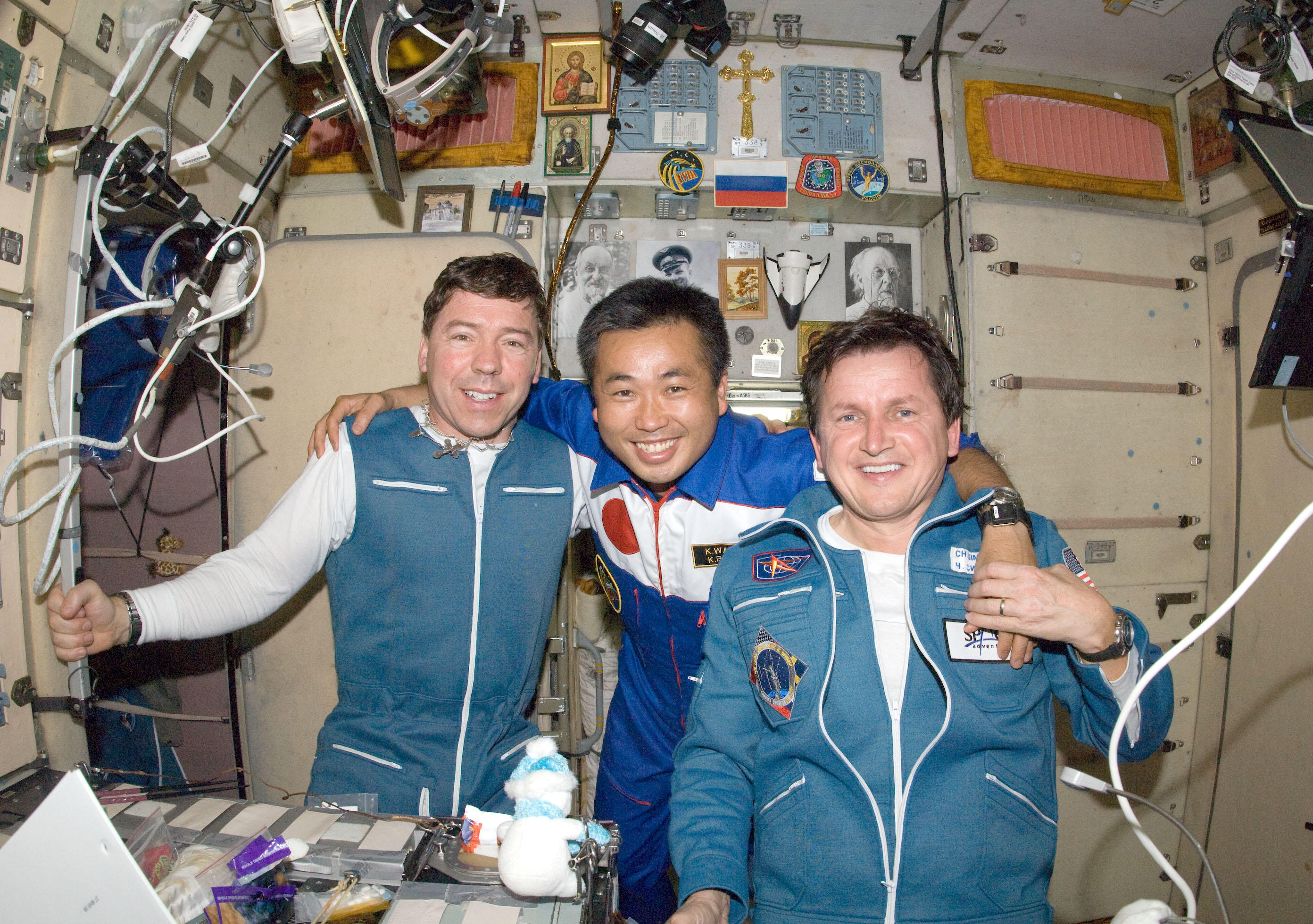
Michael Barratt (vlevo), Kóiči Wakata (uprostřed) a Charles Simonyi na palubě ISS

Příprava na let ve Středisku přípravy kosmonautů v Hvězdném městečku trvala obvykle půl roku. Cena křesla v Sojuzu postupně s inflací rostla z 20 miliónů USD zaplacených Titem až na 30 miliónů USD Garriotta. Za příplatek 15 miliónů USD a měsíc výcviku navíc bylo možno uskutečnit jedenapůlhodinový výstup do otevřeného vesmíru v ruském skafandru Orlan, nicméně této nabídky žádný z turistů nevyužil. Za cenu 3 miliónů USD prošlo několik dalších lidí (Sergej Kostěnko, Nik Halik, Esther Dysonová a Barbara Barrettová) kompletním výcvikem v roli náhradníků, z nich se do vesmíru dostala jen Anúše Ansáríová, původně náhradnice Daisuke Enomota, vyřazeného z výcviku měsíc před startem.
Společnost ve spolupráci s Armadillo Aerospace připravovala suborbitální lety, s ruskými partnery chystá lety kolem Měsíce. K výrazně méně finančně náročným nabídkám firmy patří parabolické lety, jejichž účastníci zažívají stav beztíže, nebo vyzkoušení si procedur kosmonautického výcviku (přetížení v centrifuze, seznámení se simulátorem Sojuzu, skafandry Orlan, prací ve skafandrech ve výcvikovém bazénu apod.).
V únoru 2020 společnost oznámila, že plánuje uspořádat tří až pětidenní let s lodí Crew Dragon od společnosti SpaceX na LEO s výškou apogea 1000 km.